# Facultad de Trabajo Social (UNER)
La Facultad de Trabajo Social es una de las nueve facultades de la Universidad Nacional de Entre Ríos. Se encuentra ubicada en la ciudad de Paraná, provincia de Entre Ríos, Argentina. 

## Historia
Comienza sus actividades el 1 de abril del año 1966, transformándose en facultad en 1986 bajo el nombre de Facultad de Servicio Social. En 1994 cambia su nombre al actual siguiendo el cambio en la concepción del área.
En 2005 se aumenta la oferta académica de la facultad con el dictado de la Licenciatura en Ciencia Política, un técnicatura en Interpretación de Lengua de Señas y posgrados.
En octubre de 2015 se inaugura el edificio de la facultad.

## Carreras

### De grado
- Ciencia Política
- Trabajo Social

### De pregrado
- Tecnicatura en Lengua de Señas

### De posgrado
- Doctorado en Ciencias Sociales
- Especialización en Gerontología
- Especialización en Políticas Públicas de Niñez, Adolescencia y Familia
- Maestría en Evaluación de Políticas Públicas
- Maestría en Salud Mental
- Maestría en Trabajo Social

## Autoridades
Las autoridades de la facultad son:
- Decana: Mg. Sandra Marcela Arito
- Vicedecana: Mg. Carmen Inés Lera
- Secretario Académico: Mg. Alfredo Romero
- Subsecretaria Académica: Lic. Roxana Kinder
- Secretario Económico Financiero: Lic. Sergio Dalibón
- Secretaria de Extensión y Cultura: Lic. María Alejandra Blanc
- Secretario de Investigación y posgrado: Lic. Rubén Zabinski
- Subsecretaria de Investigación y Posgrado: Dra. Catalina Bressán